# Cetrelia collata
Cetrelia collata är en lavart som först beskrevs av William Nylander och fick sitt nu gällande namn av W. L. Culb. & C. F. Culb. 
Cetrelia collata ingår i släktet Cetrelia och familjen Parmeliaceae. Inga underarter finns listade i Catalogue of Life.